# Майнрад фон Лаухерт
Майнрад фон Лаухерт (на немски: Meinrad von Lauchert) е немски офицер, служил по време на Втора световна война. Носител е на Рицарски кръст с дъбови листа.

## Биография

### Ранен живот и постъпване в армията
Майнрад фон Лаухерт е роден на 29 август 1905 г. в Потсдам, Германска империя. През 1924 г. се присъединява към Райхсвера като офицерски кадет. През 1931 г. вече е лейтенант от кавалерията. Между 1935 и 1938 г. командва 2-ра рота от 35-и танков полк.

### Втора световна война (1939 – 1945)
След това до 1943 г. поема 1-ва рота на същото формирование. Същата година командва за кратко танков полк „Графенвьор“. На 1 август 1943 г. е издигнат в чин оберстлейтенант. В периода 1943 – 1944 г. ръководи 15-и танков полк, а след него поема 2-ра танкова дивизия. На 1 февруари 1944 г. е издигнат в чин оберст, а на 1 март 1945 г. в генерал-майор. Командва танковата дивизия по време на Арденската офанзива. С нея достига на 8 км от река Маас, но загубите също са високи. Към средата на март е взет в плен от френските чсти и е освободен през 1947 г.

### Години след войната и смърт
След войната се установява в Щутгарт, където умира на 4 декември 1987 г.

## Военна декорация
| - Германски орден „Железен кръст“ (1939) – II (22 септември 1939) и I степен (23 октомври 1939) - Германска „Танкова значка“ (?) – сребърна (?) - Орден „Германски кръст“ (1943) – златен (5 септември 1943) - Рицарски кръст с дъбови листа | - - Носител на Рицарски кръст (8 септември 1941) - Носител на Дъбови листа № 396 (12 февруари 1944) - Упоменат в ежедневния доклад на „Вермахтберихт“ (25 октомври 1944) |